# GIRLZ UP〜stand up for yourself〜
『GIRLZ UP〜stand up for yourself〜』（ガルズ・アップ〜スタンド・フォー・ヨーセルフ〜）は、日本のポップ歌手HIROKOの楽曲である。彼女のソロデビューシングルとして、2011年1月19日にユニバーサルミュージックから発売された。音楽的にはロックの要素を含むダンスミュージックと指摘される。
本作は批評家から肯定的評価を受けた。複数の批評家は「ガールズパワーのある曲」と批評し、ある批評家はケシャやケイティ・ペリーを彷彿とさせると批評している。また、大衆的にもある程度の成功を収めた。オリコンチャートでは最高20位、ビルボードのJapan Hot 100を含む2つのシングルチャートで10位内に入った。ミュージックビデオの監督は、UGICHINが務めた。

## 批評
『hotexpress』の菅野雄貴は、「エネルギッシュなダンスビートが展開するクラブサウンドに、ロック要素をプレンドしたガールズパワーソング」と批評。"キュート&元気な女の子"というイメージの強かった彼女が、大人の女性へと変貌を遂げた1曲だとコメントした。『WHAT's IN?』の川崎直子は、「ロックなダンス・ビートを下敷きにしたクールなサウンドがかっこよく、恋も仕事も頑張る女子パワーをちょっと毒も入れてHIROKO流に表現。大人への脱皮を感じさせる。」と批評した。『エキサイトミュージック』は、「ケシャ、ケイティ・ペリーを彷彿とさせるエレクトロ・ロック・ダンスビートなガールズパワーソング」と批評した。

## チャート成績
2011年1月18日付けの日本レコード協会によるダウンロードチャートRIAJ有料音楽配信チャートで初登場85位。同年1月24日付けのビルボードJapan Hot 100で初登場37位。翌週1月31日付けで最高9位を記録した。同年1月24日付けの同Hot Top Airplayで初登場26位、1月31日付けで最高5位。1月31日付けのHot Singles Salesで初登場及び最高27位。1月24日付けのAdult Contemporary Airplayで同じく36位。同年1月31日付けのオリコン週間ランキングで初登場及び最高20位。

## ミュージックビデオ
監督はUGICHINが務めた。

### 批評
『hotexpress』の菅野雄貴は、「ミヒマルでは見せなかった挑発的な表情が詰まっており、特にセクシーな衣装で繰り広げられる際どいダンスシーンは思わず息を飲んでしまう程に美しいものである。」と批評した。『エキサイトミュージック』は、「レディー・ガガばりの挑発的なダンスにも挑戦し、今までmihimaruの活動では見られなかったHIROKOが目撃できる。」とコメントした。

## プロモーション
「GIRLZ UP〜stand up for yourself〜」は、日本テレビの音楽番組『ハッピーMusic』の2011年1月度エンディングテーマ、同局『音龍門』のBaby Dragon's Gateに起用された。

## 収録曲

### CD
| #         | タイトル                                            | 作詞・作曲                                          | 時間  |
| --------- | --------------------------------------------------- | --------------------------------------------------- | ----- |
| 1.        | 「GIRLZ UP〜stand up for yourself〜」               | HIROKO、H.U.B、パム・シェイン、ルネ・ウエストベルグ | 3:27  |
| 2.        | 「Baby」                                            | HIROKO、SiZK from ★STAR, GUiTAR                     | 4:39  |
| 3.        | 「Clever Lady -Cruise around the Moon ver.-」       | AILI                                                | 5:10  |
| 4.        | 「GIRLZ UP〜stand up for yourself〜」(Instrumental) | HIROKO                                              | 3:26  |
| 5.        | 「Baby」(Instrumental)                              | HIROKO                                              | 4:40  |
| 合計時間: | 合計時間:                                           | 合計時間:                                           | 21:00 |

| #  | タイトル                                          | 作詞 | 作曲・編曲 | 監督    |
| -- | ------------------------------------------------- | ---- | ---------- | ------- |
| 1. | 「GIRLZ UP〜stand up for yourself〜」(Video Clip) |      |            | UGICHIN |
| 2. | 「Making」                                        |      |            |         |

## チャート
| チャート（2011年）                         | 最高 順位 |
| ------------------------------------------ | --------- |
| RIAJ有料音楽配信チャート                   | 85        |
| オリコン週間                               | 20        |
| Billboard Japan Hot 100                    | 9         |
| Billboard JAPAN Hot Top Airplay            | 5         |
| Billboard JAPAN Hot Singles Sales          | 27        |
| Billboard JAPAN Adult Contemporary Airplay | 36        |

### 売上と認定
| チャート            | 売上  |
| ------------------- | ----- |
| オリコン フィジカル | 4,105 |

## 発売日一覧
| 地域 | リリース日    | 規格                     |
| ---- | ------------- | ------------------------ |
| 日本 | 2011年1月5日  | 着信音                   |
| 日本 | 2011年1月12日 | 携帯電話端末向けフル配信 |
| 日本 | 2011年1月19日 | CD                       |